# Manuel Prado y Ugarteche

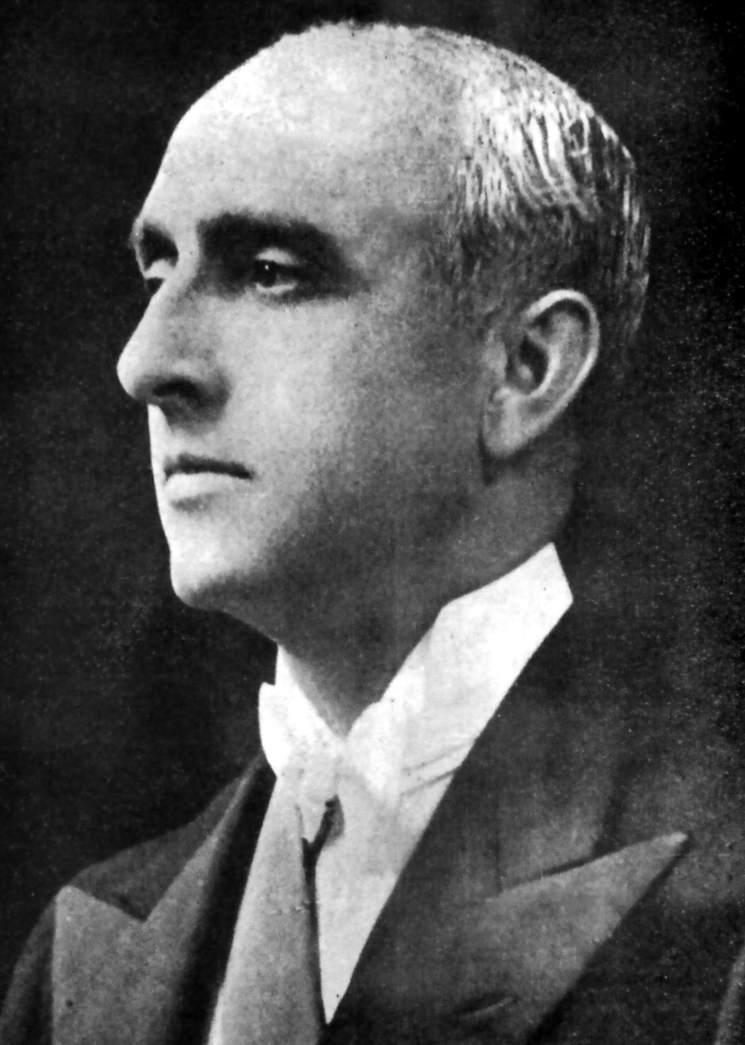
Prado in 1939

Manuel Prado y Ugarteche (Lima, 21 april 1889 - Parijs, 15 augustus 1967) was tweemaal president van Peru, van 1939 tot 1945 en van 1956 tot 1962. Verder was hij bankier en hoogleraar.

## Biografie
Prado werd geboren in een aristocratisch gezin. Zijn vader, Mariano Ignacio Prado, was president van Peru en zijn broer de filosoof Javier Prado y Ugarteche.
Van 1915 tot 1919 was hij hoogleraar civiele techniek aan de Nationale Universiteit van San Marcos in Lima. Hij werd in 1919 gekozen als lid van het Peruviaanse congres en was de oprichter van de Partij van de Parlementaire Unie; hij was zijn politieke loopbaan begonnen bij de Burgerpartij. Vanwege zijn oppositie tegen de dictatuur van 
Augusto Leguía y Salcedo verbleef hij van 1921 tot 1932 in ballingschap in Parijs. Na zijn terugkeer was hij vanaf 1934 president van de Centrale Bank van Peru.

### Eerste presidentschap
In 1939 stond Prado aan het hoofd van de conservatieve coalitie en werd hij met een meerderheid van 78% van de stemmen gekozen tot president van Peru. Hiermee was hij de opvolger van Oscar Raimundo Benavides. Tijdens de Tweede Wereldoorlog verklaarde hij de oorlog aan de Asmogendheden. Verder vocht hij een kort grensconflict uit waarin hij meer dan 200.000 km² omstreden Amazone-gebied bezette tussen Peru en Ecuador. De grens tussen beide landen werd in het protocol van Rio de Janeiro van 1942 bevestigd.
In de binnenlandse politiek liet hij de Amerikaanse Populaire Revolutionaire Alliantie (APRA) weer toe. Zijn ambtstijd liep in 1945 af en Prado ging opnieuw, ditmaal vrijwillig, voor enkele jaren naar Parijs.

### Tweede presidentschap
In 1955 keerde hij terug naar Peru om zijn voorbereidingen te treffen voor de presidentsverkiezingen van 1956. Deze won hij als voorman van een beweging die door de opnieuw illegaal verklaarde APRA ondersteund werd.
Op economisch terrein nam Prado beslissingen als de afschaffing van subsidies op brandstof en levensmiddelen (wat tot stakingen en tumult leidde), inperking van kapitaalvlucht naar het buitenland en maatregelen die leidden tot de annexatie van de olie-industrie. In 1961 was hij het eerste buitenlandse staatshoofd na de Tweede Wereldoorlog dat een bezoek bracht aan Japan.
Tijdens de verkiezingen van 1962 behaalde APRA-oprichter Víctor Raúl Haya de la Torre volgens de officiële uitslag nipt de meeste stemmen. De in de Peruviaanse grondwet verplichte tweederdemeerderheid ontbrak echter en de officiële uitslag werd door bedrog overschaduwd. Tien dagen voor het einde van de officiële termijn van Prado, greep het leger in door middel van een staatsgreep, waarna Ricardo Pérez Godoy aan de macht kwam.
Prado ging nogmaals in ballingschap naar Parijs, waar hij vijf jaar later overleed.